# Cicenang
Cicenang is een bestuurslaag in het regentschap Majalengka van de provincie West-Java, Indonesië. Cicenang telt 4523 inwoners (volkstelling 2010).